# Langue e parole

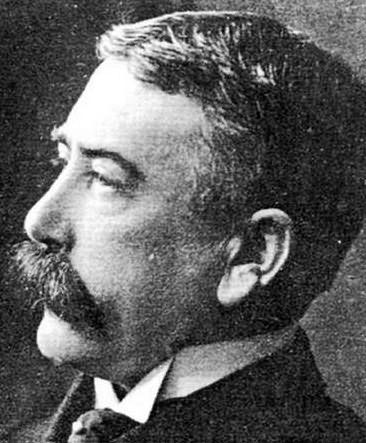
Ferdinand de Saussure

Langue e parole é uma dicotomia teórica da teoria linguística distinguida por Ferdinand de Saussure em seu Curso de Linguística Geral.
O termo francês langue (língua, em sentido individual)  engloba as regras e convenções abstratas e sistemáticas de um sistema significante ; é independente e preexistente do usuário individual. Envolve os princípios da linguagem, sem os quais nenhum enunciado significativo, ou liberdade condicional, seria possível. Em contraste, parole ("fala" ou "discurso") refere-se às instâncias concretas do uso da langue (língua), incluindo textos que fornecem o material de pesquisa comum para a linguística .

## Antecedentes e significado
De acordo com a linguística estrutural, como proposta por Saussure, assume um ponto de vista não biológico da cultura dentro da divisão natureza-criação. Langue (língua) e parole compõem dois terços do circuito de fala de Saussure (francês: circuit de la parole ); a terceira parte é o cérebro, onde está localizado o conhecimento da linguagem do indivíduo. O circuito de fala é um loop de feedback entre os falantes individuais de um determinado idioma. É um fenômeno interativo: o conhecimento da linguagem surge do uso da linguagem e o uso da linguagem surge do conhecimento da linguagem. Saussure, no entanto, argumenta que o verdadeiro locus da linguagem não está no comportamento verbal ( parole ) nem na mente dos falantes, mas está situado no laço entre a fala e o indivíduo, existindo como tal em nenhum outro lugar, mas apenas como um social. fenômeno dentro da comunidade de fala.
Em consequência, Saussure rejeita outras visões contemporâneas da linguagem e defende a autonomia da linguística. Segundo Saussure, a linguística geral não é:
- o estudo da mente humana, como pensado por psicólogos estruturais como Wilhelm Wundt (e, mais tarde, linguistas generativos e cognitivos ).
- o estudo da psicologia evolutiva ou a pesquisa biológica de organismos vivos como reivindicado por Charles Darwin [3] e os linguistas evolucionistas [4] (que mais tarde incluiria 'linguística baseada no uso' que também defende um ciclo de feedback entre os falantes, mas sem o fenômeno da língua emergente).[5]
- uma disciplina empírica da mesma forma que as ciências naturais são porque o verdadeiro objeto de estudo não tem substância física. Saussure, no entanto, argumenta que as estruturas linguísticas podem ser cientificamente descobertas através da análise de texto.

A linguística, assim, na concepção de Saussure, é propriamente considerada como o estudo da semiologia, ou das línguas como sistemas semióticos (signos).

### Langue
O francês tem duas palavras equivalentes em língua inglesa:
1. langue, que é usado principalmente para se referir a idiomas individuais, como francês e inglês; e
2. langage, que se refere principalmente à linguagem como um fenômeno geral, ou à capacidade humana de ter linguagem.

Langue (língua), portanto, corresponde ao significado comum de linguagem, e o par langue versus parole é devidamente expresso em inglês como 'língua versus fala', desde que a linguagem não seja tomada em termos evolutivos, mas como uma descrição de um (em última análise, sem vida) sistema de signos imateriais. O termo saussureano não é, por exemplo, compatível com os conceitos de órgão da linguagem, gramática universal ou competência linguística do referencial chomskyano . Em vez disso, é o conceito de qualquer língua como um sistema semiológico, um fato social e um sistema de normas linguísticas.
Parole, em tradução típica, significa "fala". Saussure, por outro lado, pretendia que ela significasse tanto a linguagem escrita quanto a falada como experimentada na vida cotidiana; são os enunciados precisos e o uso da langue . Portanto, a parole, diferentemente da langue, é tão diversa e variada quanto o número de pessoas que compartilham uma língua e o número de enunciados e tentativas de uso dessa língua.

## Relação com a linguística formal
Do ponto de vista da linguística formal, o conceito de língua e fala de Saussure pode ser pensado como correspondendo, respectivamente, a uma linguagem formal e às frases que ela gera. De Saussure argumentou antes do Curso de Lingüística Geral que as expressões linguísticas podem ser consideradas algébricas.
Com base em suas percepções, Louis Hjelmslev propôs em seu Prolegomena to a Theory of Language (Prolegômenos a uma teoria da linguagem), de 1943, um modelo de descrição e análise linguística baseado no trabalho dos matemáticos David Hilbert e Rudolf Carnap na teoria da linguagem formal. O esforço estruturalista é, no entanto, mais abrangente, indo desde a organização matemática do sistema semântico até a fonologia, morfologia, sintaxe e todo o discurso ou arranjo textual. O dispositivo algébrico foi considerado por Hjelmslev como independente da psicologia, sociologia e biologia. Está consolidada em modelos consequentes de linguística estrutural-funcional incluindo a Linguística Sistêmico Funcional.
Apesar desse sucesso, os defensores americanos do paradigma natural conseguiram afastar o estruturalismo europeu fazendo suas próprias modificações no modelo. Em 1946, Zellig Harris introduziu a gramática gerativa transformacional que excluía a semântica (significado) e colocava o objeto direto na frase verbal, seguindo o modelo psicológico de Wilhelm Wundt, conforme defendido na linguística americana por Leonard Bloomfield . O aluno de Harris, Noam Chomsky, defendeu a essência cognitiva das estruturas linguísticas, eventualmente dando a explicação de que elas foram causadas por uma mutação genética aleatória em humanos.